# День дружби

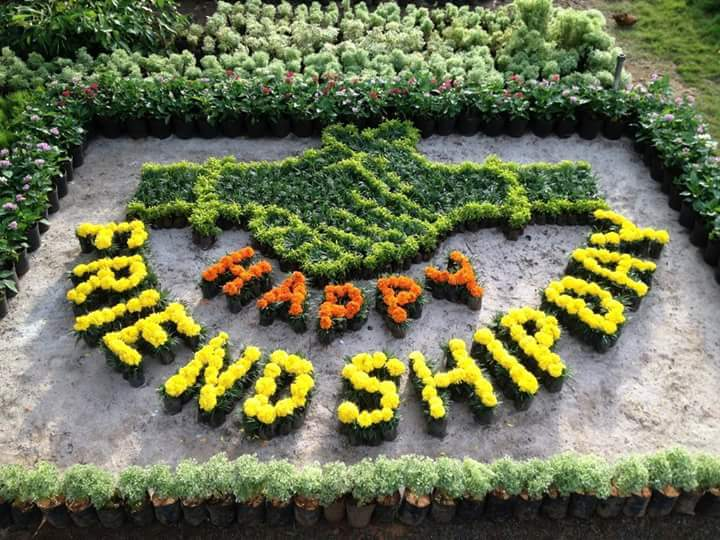

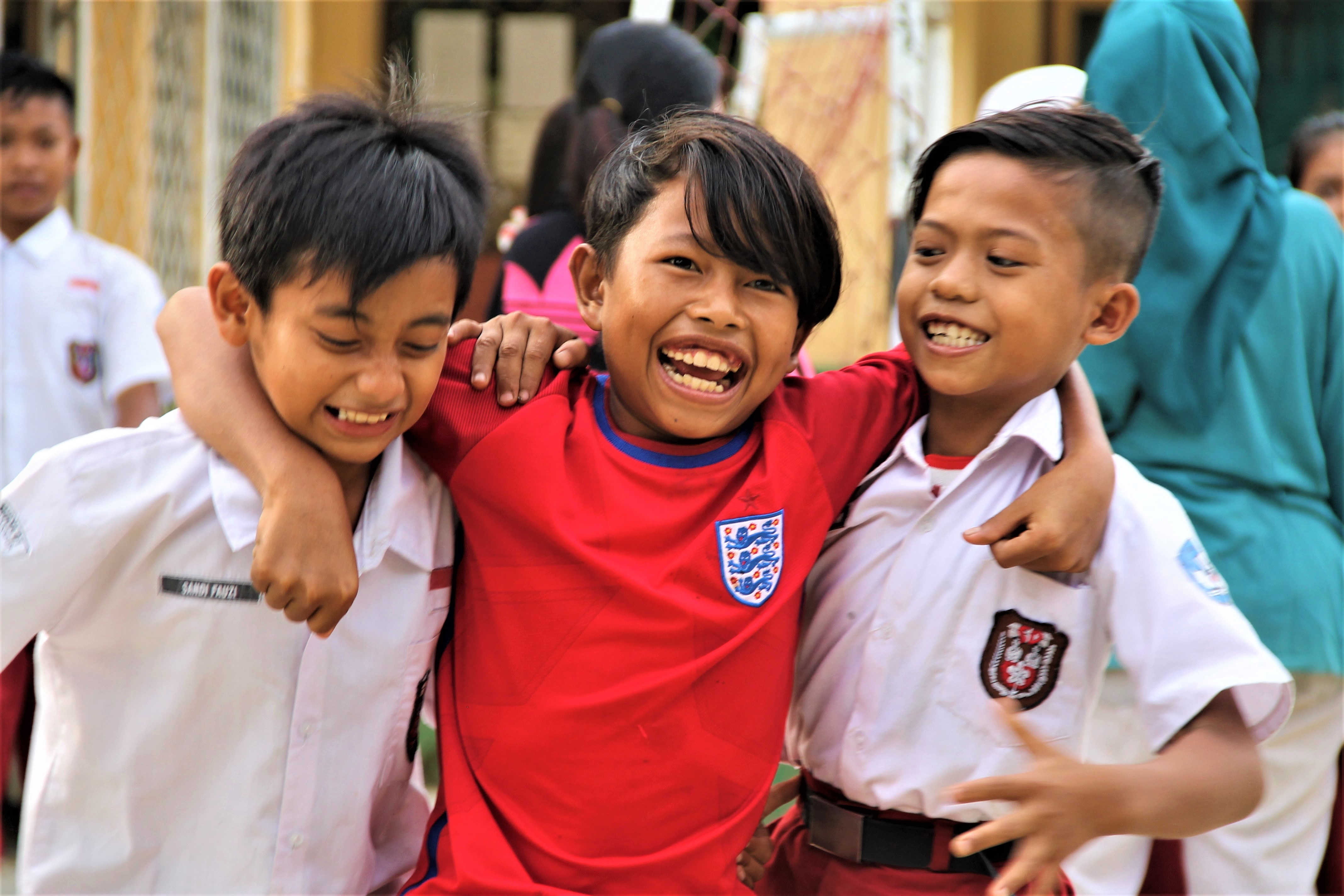

День дружби (також Міжнародний день дружби або День товариша; іншими офіційними мовами ООН: англ. International Friendship Day, араб. اليوم الدولي للصداقة, ісп. Día Internacional de la Amistad, спр. китайська: 国际友谊日, фр. Journée internationale de l’amitié) — це день святкування дружби в декількох країнах. В Україні відзначають це свято щороку 9 червня.
Вперше свято запропоновано в 1958 році в Парагваї як «Міжнародний день дружби».
Спочатку його популяризувала індустрія вітальних листівок, пости у соціальних мереж Все це підтверджує пожвавлення інтересу до свята, яке, можливо, зріс із поширенням Інтернету, особливо в Індії, Бангладеш та Малайзії. Мобільні телефони, цифрові комунікації та соціальні медіа сприяли популяризації звичаю вітати товаришів.
Ті, хто пропагує свято в Південній Азії, приписують традицію присвячувати день на честь друзів, що виникли в США в 1935 році, але насправді це датується 1919 роком. Обмін подарунками до Дня дружби, такими як квіти, листівки та браслети, є популярною традицією з цього приводу.
Святкування Дня дружби відбуваються в різні дати в різних країнах. Перший Всесвітній день дружби був запропонований 30 липня 1958 року World Friendship Crusade 27 квітня 2011 року Генеральна Асамблея ООН оголосила (Резолюція A / RES / 65/275) на 65-ій сесії 30 липня офіційним Міжнародним днем дружби. Однак деякі країни, як Індія святкують День дружби в першу неділю серпня. У Непалі День дружби відзначається 30 липня кожного року. В Оберліні, штат Огайо, День дружби відзначається 9 квітня кожного року.

## Історія
День дружби започаткував Джойс Холл, засновник карток Hallmark у 1930 році, який передбачався 2 серпня та днем, коли люди святкували свої дружні стосунки святковими торжествами. День дружби був організований Національною асоціацією вітальних листівок у 1920-х роках, але його не підтримали споживачі – враховуючи, що це було надто очевидно комерційним трюком для просування вітальних листівок. У 1940-х роках кількість карток Дня дружби, доступних у США, зменшилася, і свято там здебільшого згасло. На сьогоднішній день немає доказів щодо його поширення в Європі; однак воно існує і пожвавилося в Азії, де його прийняли кілька країн.
На честь Дня дружби в 1998 році Нане Аннан, дружина Генерального секретаря ООН Кофі Аннана, призначила Вінні-Пуха послом Дружби у світі. Спонсором заходу виступив Департамент громадської інформації ООН та підприємств Діснея, а організатором — Кеті Лі Гіффорд.
Деякі друзі в цей день вітають один одного та обмінюються подарунками та листівками. Фенічки дуже популярні в Індії, Непалі, Бангладеш та деяких регоінах Південної Америки. З появою сайтів соціальних мереж День дружби також відзначається в Інтернеті. Комерціалізація святкування Дня дружби призвела до того, що деякі люди відхилили його як «маркетинговий трюк». Але в останні роки свято відзначається в першу неділю серпня, а не 30 липня. Однак 27 липня 2011 року 65-а сесія Генеральної Асамблеї ООН оголосила 30 липня «Міжнародним днем дружби».
Ідея Всесвітнього дня дружби була вперше запропонована 20 липня 1958 р. Рамоном Артеміо Брачо під час вечері з друзями в Пуерто-Пінаско, містечку на річці Парагвай, приблизно за 200 миль на північ від Асунсьона у Парагваї.
З цієї скромної зустрічі друзів народився рух World Friendship Crusade. Це фонд, який сприяє дружбі та спілкуванню серед усіх людей, незалежно від раси, кольору шкіри чи релігії. З тих пір 30 липня щорічно відзначається як День дружби в Парагваї, а також його підтрима кілька інших країн.
World Friendship Crusade / Всесвітній хрестовий похід дружби багато років лобіював ООН, щоб визнати 30 липня Всесвітнім днем дружби, і, нарешті, 20 травня Генеральна Асамблея ООН вирішила призначити 30 липня Міжнародним днем дружби; та запропонувати всім державам-членам відзначати Міжнародний день дружби відповідно до культури та звичаїв їх місцевих, національних та регіональних спільнот, в тому числі через освіту та заходи з підвищення обізнаності громадськості.
У своєму зверненні від 27 жовтня 2014-го року Генеральний секретар ООН Пан Гі Мун закликав:

Цього року Міжнародний день дружби припав на той час, коли в багатьох частинах світу йдуть широкомасштабні війни, ширяться насильство і недовіру між людьми. Люди, які раніше жили в злагоді, виявляються в умовах конфлікту зі своїми сусідами; люди, у яких немає іншого вибору, окрім як жити разом, виявляються все далі один від одного.
Хоч би яка була причина ворожнечі і збройного насильства, які б могутні сили стояли за ними, людський дух може бути набагато сильніше. Наш священний обов'язок полягає в тому, щоб забезпечити його торжество.
У ці важкі і непередбачувані часи вкрай важливо простягнути один одному руки з тим, щоб не допустити виникнення конфліктів і закласти довговічний фундамент міцного миру.
З нагоди Міжнародного дня дружби давайте згадаємо про те, що нас пов'язує незалежно від раси, релігії, статі, сексуальної орієнтації або кордонів. Давайте ж розвивати солідарність, адже ми — єдина людська родина на нашій єдиній планеті. Давайте ж прагнути до реальної законодавчої і міцній дружбі.

## Аргентина, Бразилія, Іспанія та Уругвай
В Аргентині, Бразилії Іспанії та Уругваї, День дружби (або День товариша / друга) відзначається 20 липня.
Це привід для дружніх зборів та привітання як нинішніх, так і старих друзів.
Це стало популярним святом завдяки Енріке Ернесто Февбраро, аргентинському стоматологу та ротаріанцю, який мав ідею відзначити Міжнародну дружбу, натхненну днем, коли Ніл Армстронг ступив на Місяць, як об'єднуючий жест дружби між народами. Він надіслав 1000 листів до контактів Ротарі клубу по всьому світу, поки Apollo 11 був ще в космосі, і отримав 700 відповідей, які підтримали ідею свята.
В Аргентині День друга перетворився на дуже популярне масове явище. Наприклад, у 2005 році кількість бажаних повідомлень та дзвінків призвело до поломки мережі мобільних телефонів у містах Буенос-Айрес, Мендоса, Кордова та Росаріо, порівняно з тим, який відбувся у 2004 році на Різдво та Новий рік.
Місця в більшості ресторанів, барів та інших закладів часто повністю бронюють за тиждень до святкування.

## Бангладеш, Малайзія, Індія, Сінгапур, ОАЕ та США
У Бангладеш, Індії, Малайзії та Об'єднаних Арабських Еміратах та США День дружби відзначається щороку в першу неділю серпня. У 2021 році — це 1 серпня
Молодь святкує, обмінюючись привітаннями / текстовими повідомленнями та пов'язують товаришам фенічки.

## Болівія
У Болівії День дружби відзначається 23 липня.

## Еквадор, Мексика та Венесуела
В Еквадорі, Мексиці, Венесуелі та Домініканській Республіці День дружби відзначають 14 лютого, як і День закоханих.

## Естонія та Фінляндія
У Фінляндії та Естонії День закоханих 14 лютого відзначають як День друзів.

## Парагвай
У Парагваї напередодні 30 липня дарують подарунки близьким друзям та коханим, а часто проводяться урочистості у барах та нічних клубах. Гра Невидимого друга (Amigo Invisible) вважається традицією, коли маленькі аркуші паперу з іменами отримують усі члени групи, кожен з них таємно відбирає одного, а 30 липня дарує людині подарунок. Цей звичай застосовується як у школах, так і на роботі в Асунсьйоні та інших парагвайських містах.

## Перу
З 2009 року Перу святкує «El dia del Amigo» в першу суботу липня. Цей день запропонував пивний бренд Pilsen Callao. Метою було визнати справжню дружбу та відрізнити її святкування від Дня Святого Валентина.